# Пикколи, Джеймс
Джеймс Пикколи (англ. James Piccoli); (род. 5 сентября 1991, Монреаль, Квебек) — канадский профессиональный шоссейный велогонщик, выступающий c 2020 года за команду мирового тура «Israel Start-Up Nation».

## Достижения
2013
Канадские Игры
2-й  — Групповая гонка
3-й  — Индивидуальная гонка
2015
3-й Mount Washington Auto Road Bicycle Hillclimb
2016
1-й Тур Тобаго
2017
1-й  Тур Саутленда — Генеральная классификация
1-й — Этап 2
9-й Тур Альберты — Генеральная классификация
10-й Тур Юты — Генеральная классификация
2018
1-й  Тур Боса — Генеральная классификация
1-й — Этап 4
6-й Тур Гилы — Генеральная классификация
7-й Классика Колорадо — Генеральная классификация
2019
2-й Тур Юты — Генеральная классификация
1-й — Пролог
2-й Тур Боса — Генеральная классификация
1-й — Этап 1
2-й Тур Тайваня — Генеральная классификация
1-й — Этап 4
2-й Многодневная гонка Джо Мартина — Генеральная классификация
5-й Чемпионат Канады — Групповая гонка